# Philipp Schey von Koromla

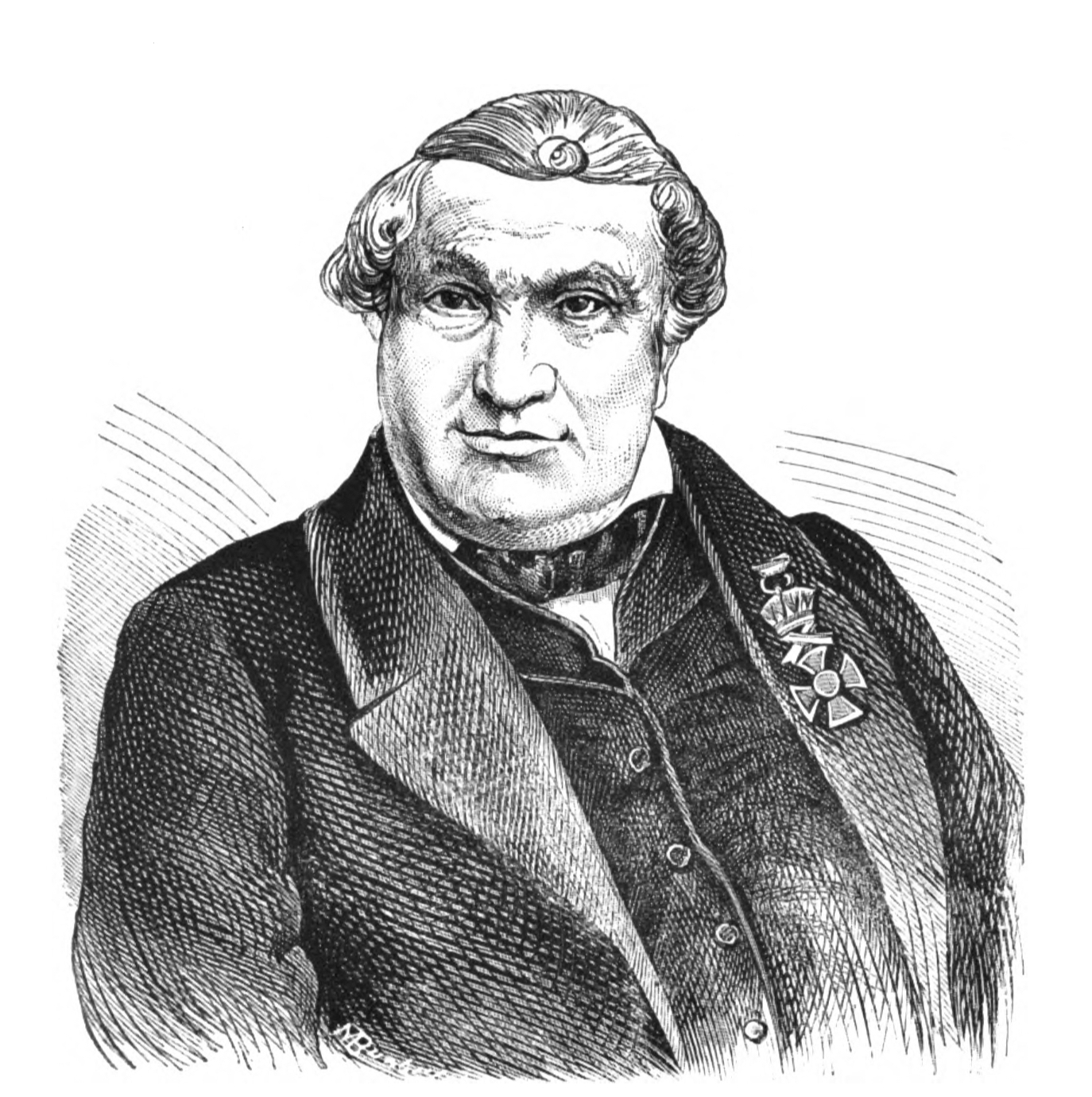
Philipp Schey von Koromla

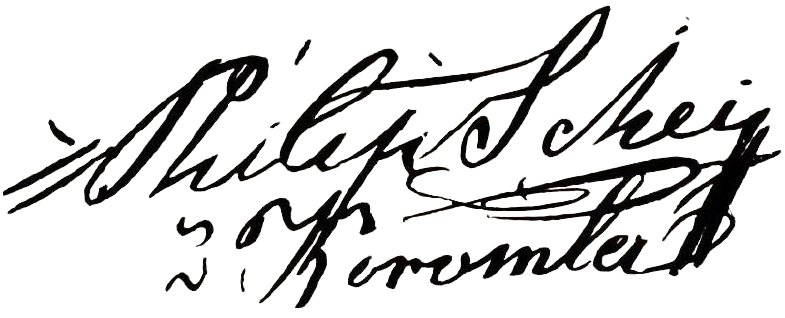
Unterschrift

Philipp Schey Freiherr von Koromla (gebürtig Philipp Schey, ungarisch Schey Fülöp; * 20. September 1798 in Güns; † 26. Juni 1881 in Baden bei Wien) war ein ungarisch-österreichischer Großhändler und Mäzen. Er war der erste aus Ungarn stammende Jude, der in den österreichischen Adelsstand erhoben wurde. Sein Wirken hob das gesellschaftliche Ansehen von Juden in der Habsburgermonarchie.

## Leben
Philipp Schey wurde in Güns als dritter Sohn von Mózes Schey geboren. Er war zunächst in Wien-Leopoldstadt im Bankhaus Wertheimstein tätig, machte sich aber später als Großhändler selbständig und erwarb ein ansehnliches Vermögen. Er war verheiratet, seine Ehe blieb aber kinderlos.
Sein Vermögen ermöglichte es ihm, beträchtliche Mittel für wohltätige Zwecke zu verwenden. Unter anderem ließ er in Köszeg die Synagoge und ein Krankenhaus bauen. Die Kuppel der 1858/1859 in neugotischem Stil errichteten Synagoge wurde mit der Inschrift „in Ehre Gottes gebaut von Philip Schey von Koromla“ versehen. Er förderte den Bau des Erzherzog-Albrecht-Versorgungshauses, unterstützte die Barmherzigen Schwestern sowie den Unterstützungsfonds der Gendarmerie. Dem evangelischen Lyzeum in Ödenburg stiftete er ein Stipendium für jüdische Studenten. Während der Revolution von 1848/49 erwarb er sich Verdienste in der Unterstützung der österreichischen Streitkräfte. Erzherzog Albrecht drückte darüber seine „hohe Zufriedenheit“ aus.
1857 erhielt er wegen seiner „bewährten Loyalität und seiner Verdienste um die leidende Menschheit“ das Goldene Verdienstkreuz mit der Krone. 1859 wurde er, uno actu mit seinem Neffen Friedrich Schey (1815–1881), unter dem Ehrenwort Edler sowie dem Prädikat von Koromla geadelt; 1864 folgte die Erhebung in den Ritterstand, 1871 die in den Freiherrnstand.
Philipp Schey von Koromla verbrachte gegen Ende seines Lebens die Sommer in seiner (heute nicht mehr bestehenden) Villa in Baden bei Wien, Neugasse 49. Dort verstarb er am 26. Juni 1881 an Lungenlähmung. Er wurde auf dem jüdischen Friedhof in Lackenbach zur letzten Ruhe bestattet.
Der Hochschullehrer Josef Schey Freiherr von Koromla war sein Großneffe. Philipp Schey Freiherr von Koromla war der Urgroßonkel des Schriftstellers Arthur Schnitzler.

## Galerie

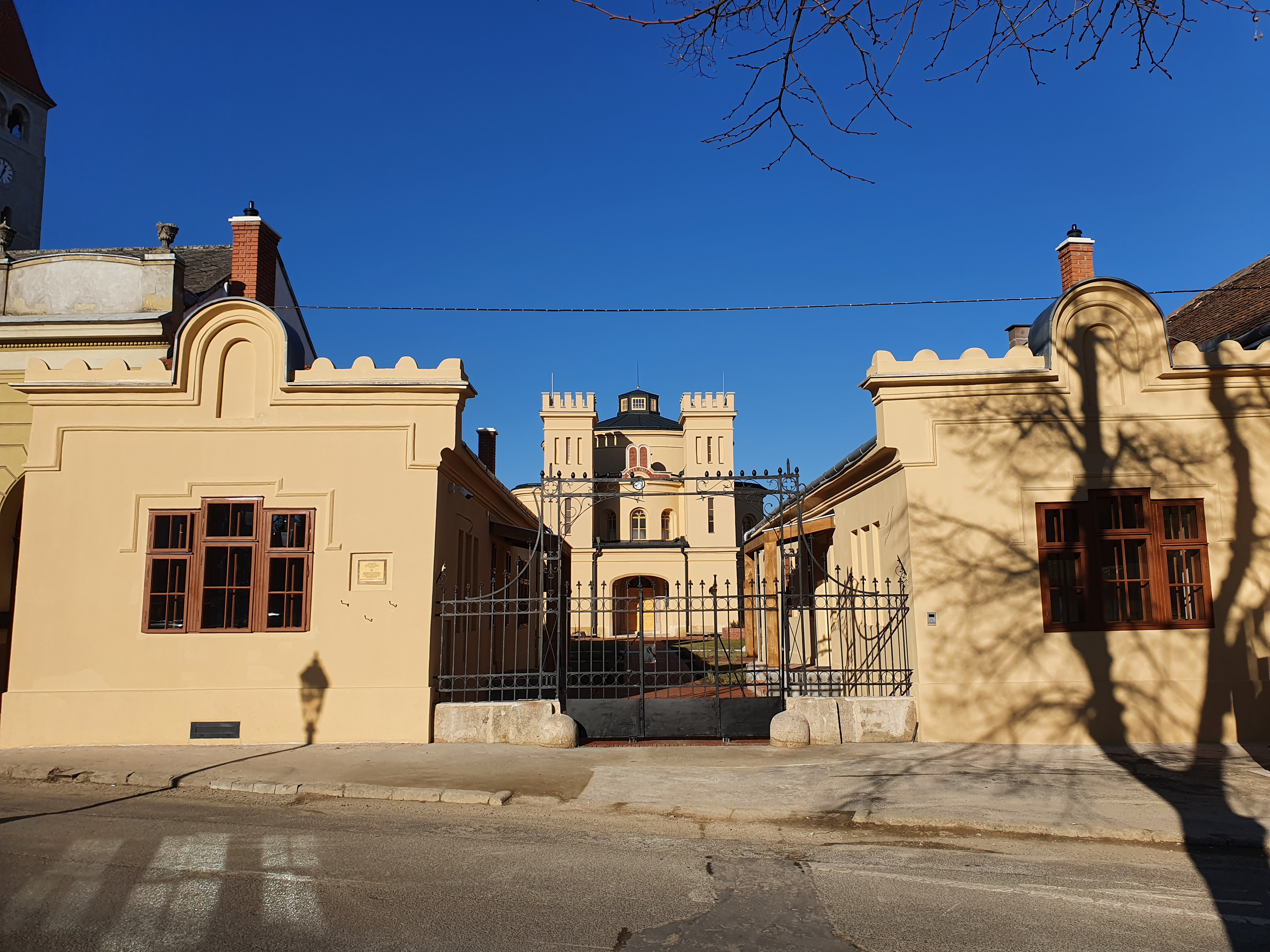
Synagoge in Köszeg (1859)
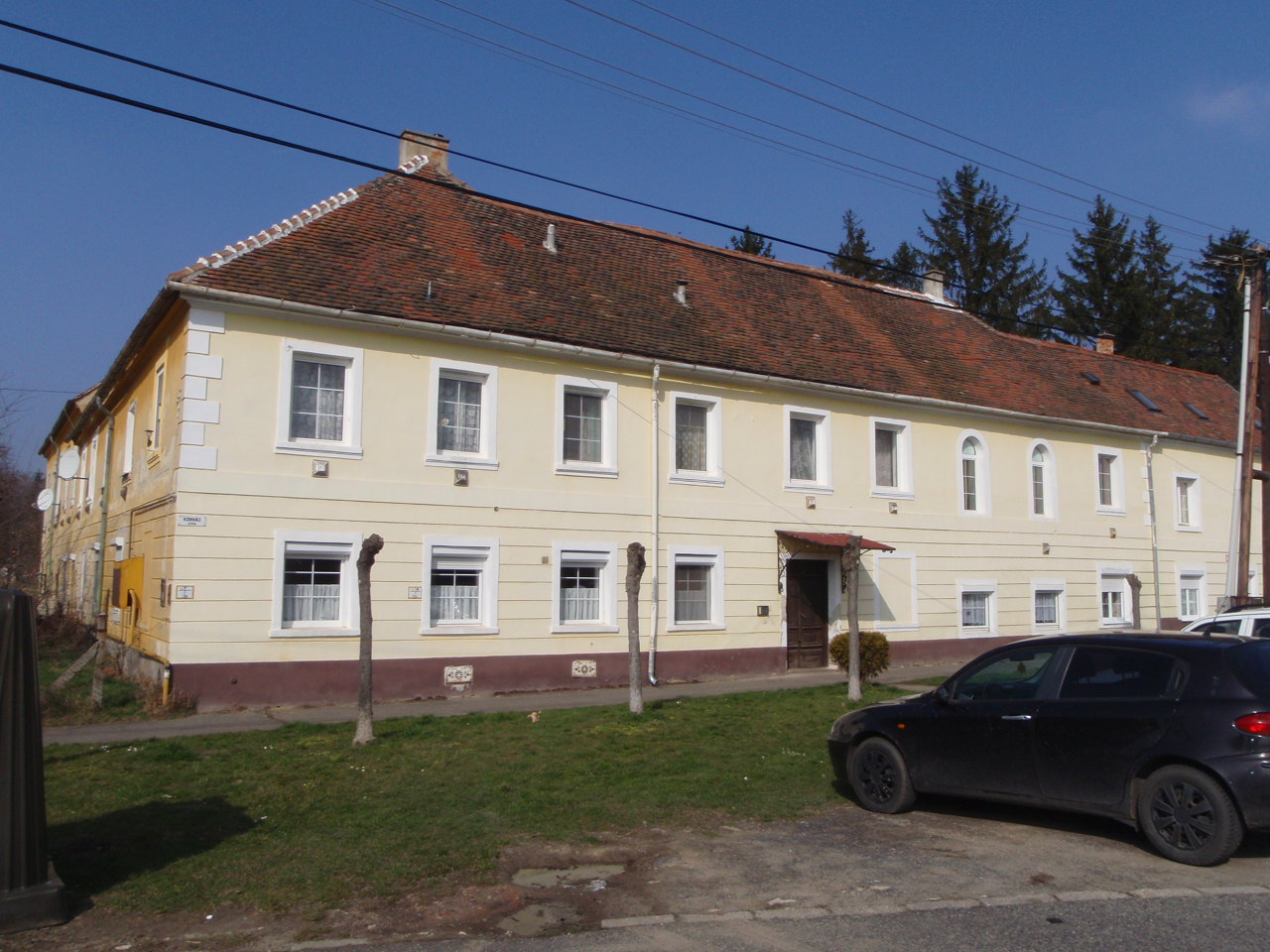
Ehemaliges Krankenhaus  in Güns (1856) – heute ein Wohnhaus
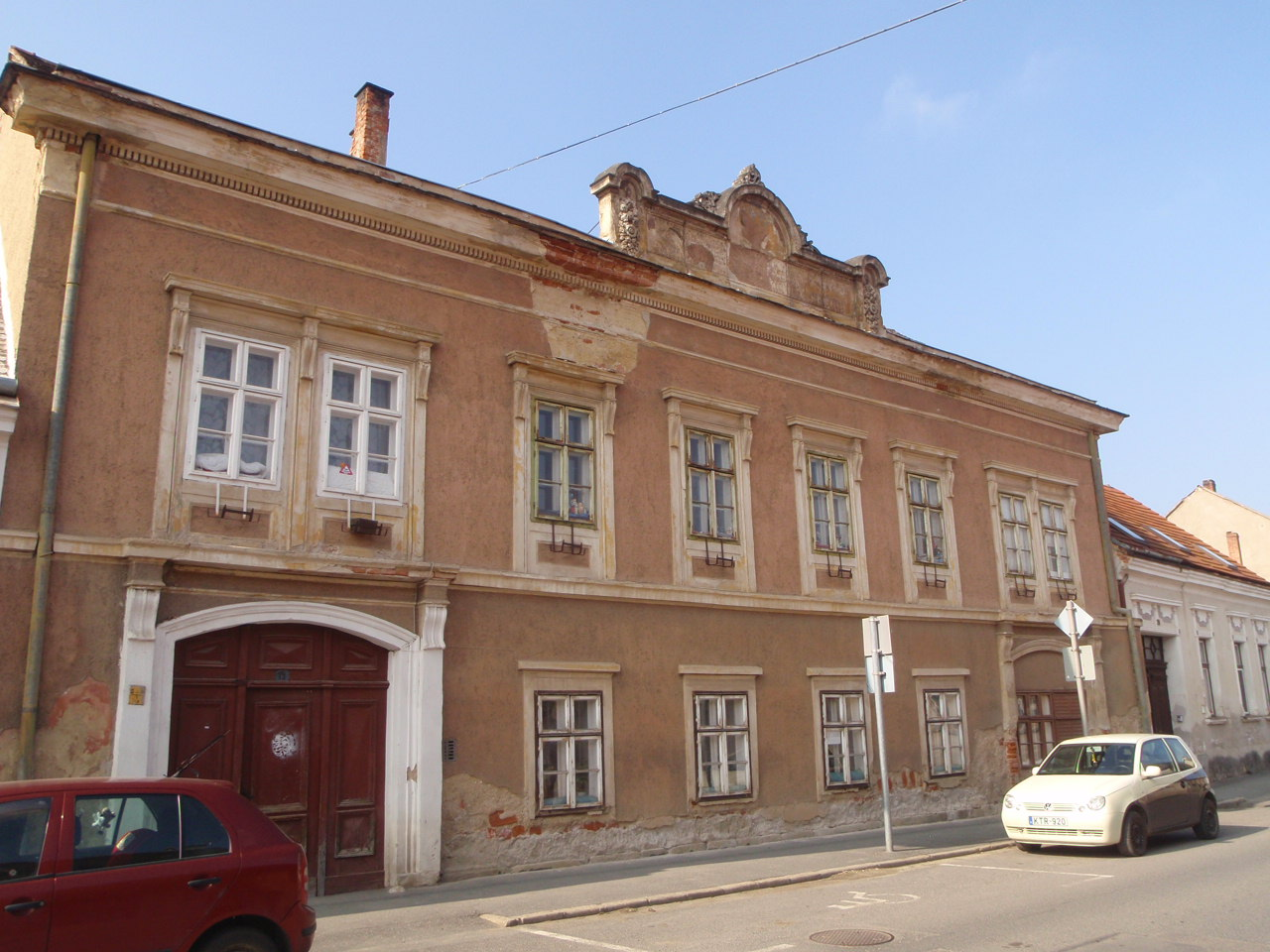
Ehemaliges Erzherzog-Albrecht-Versorgungshauses oder Albrechtinum (1856),  heute ein Wohnhaus
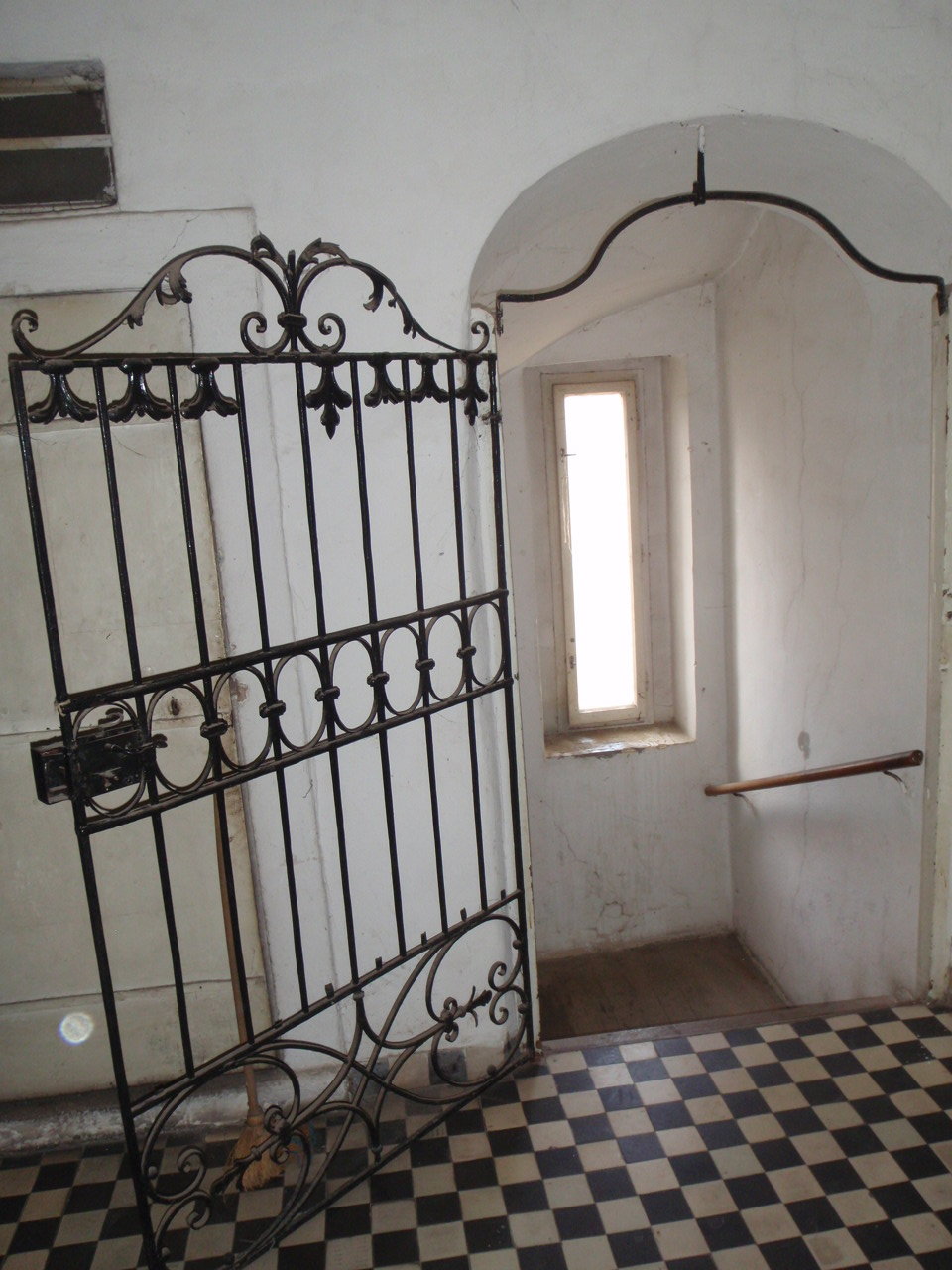
Das Treppenhaus im Albrechtinum
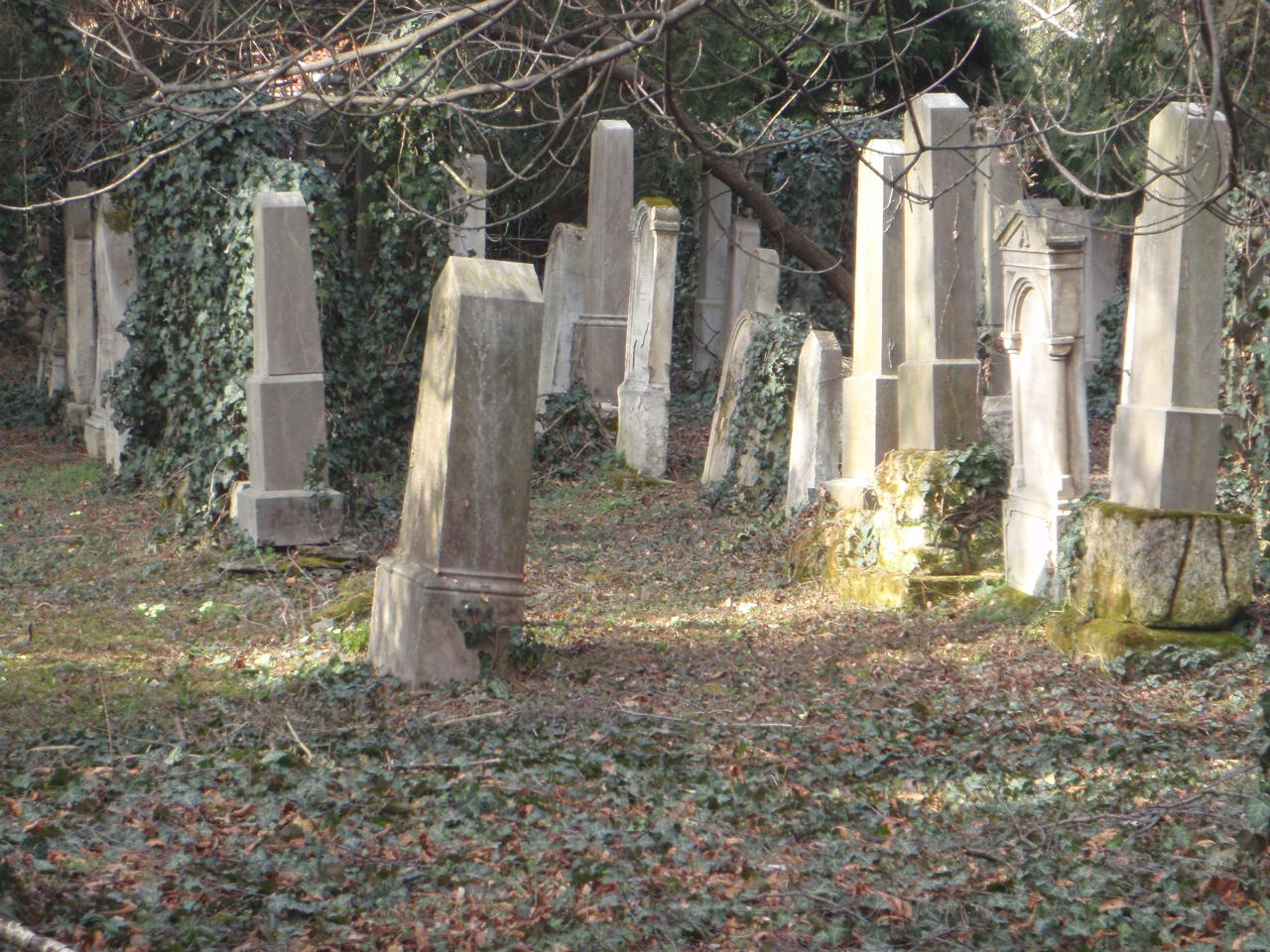
JüdischerFriedhof in Köszeg (1874)
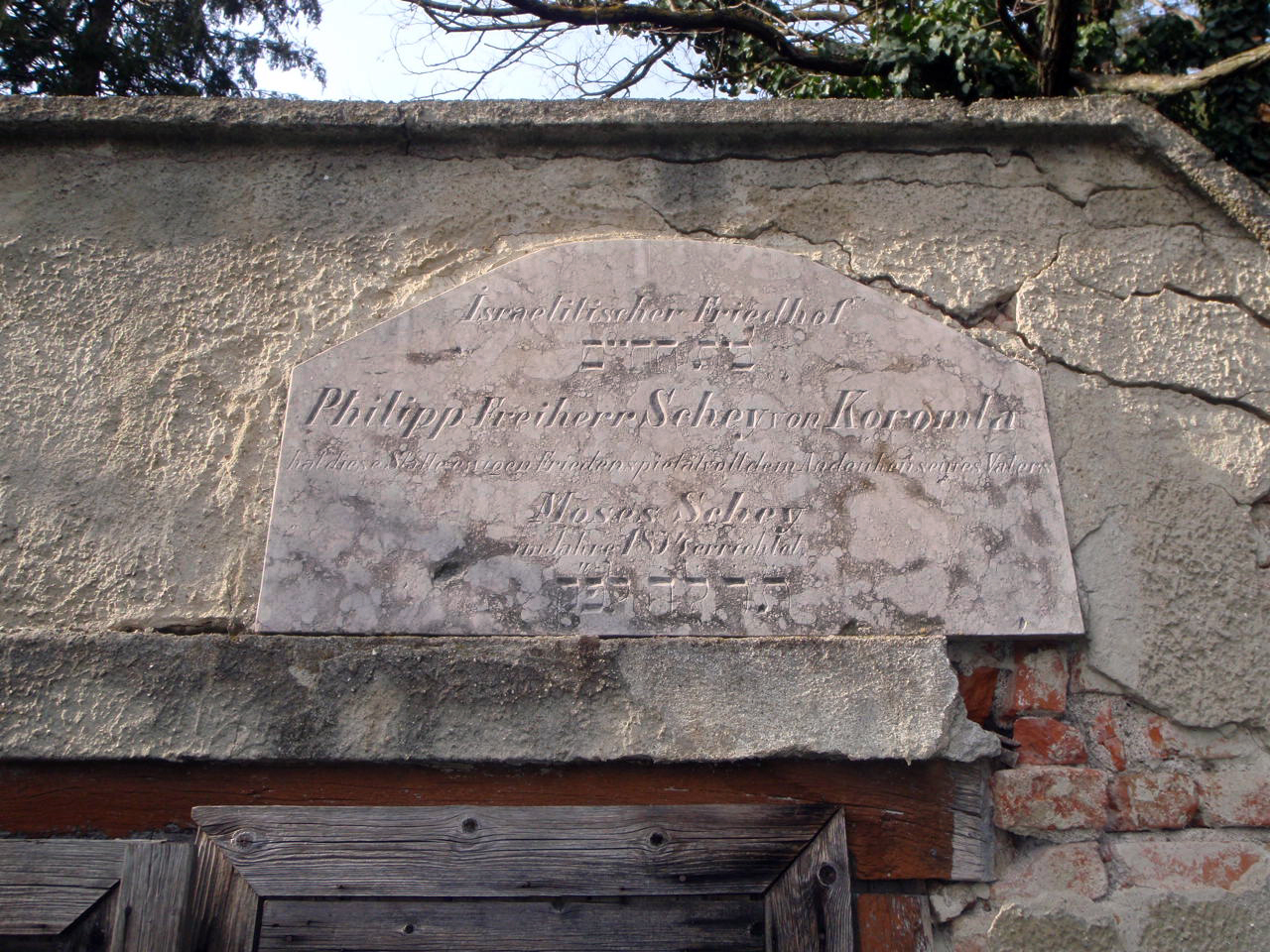
Gedenktafel über dem Friedhofszugang
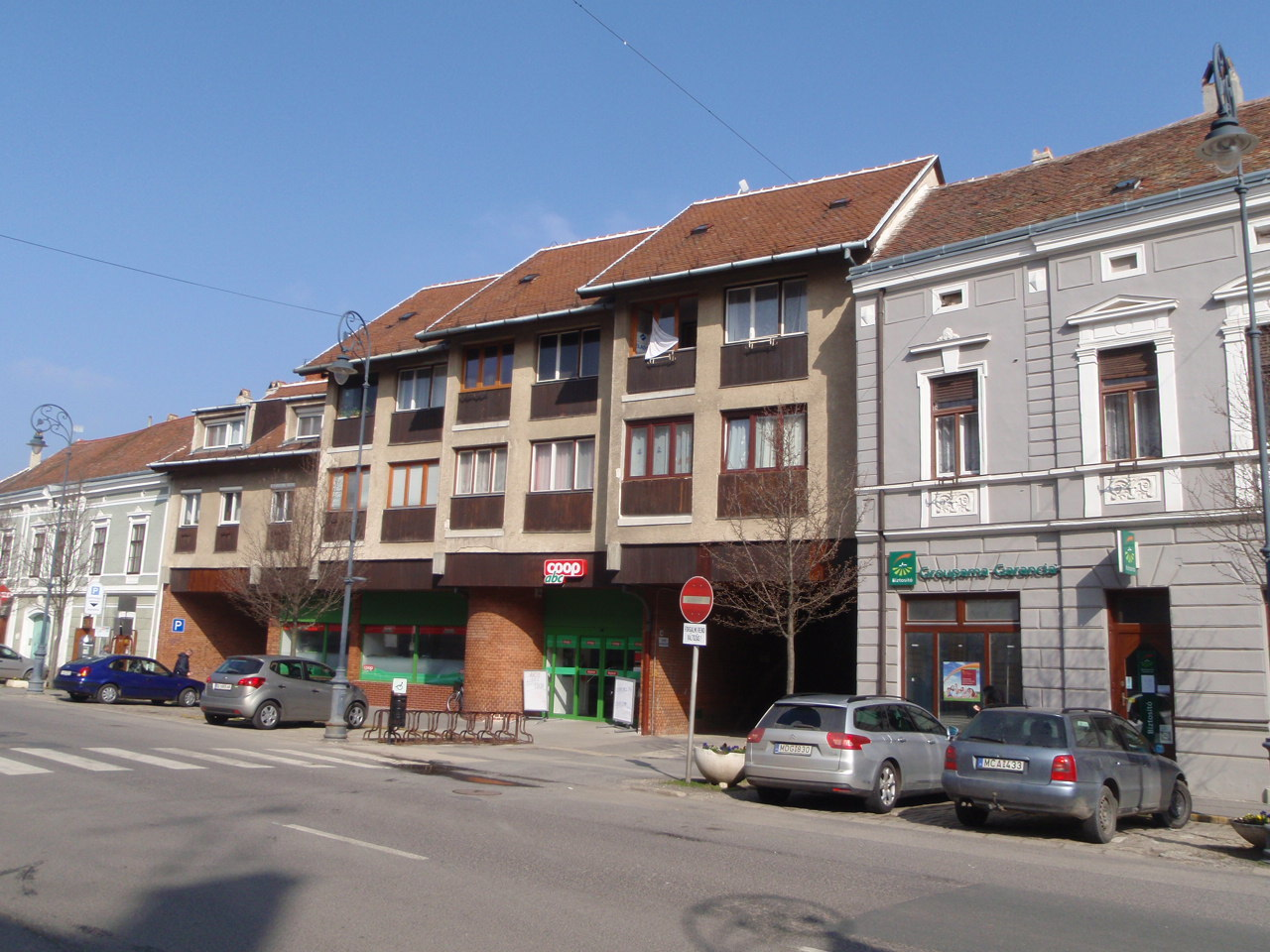
Standort des von 1871 bis 1973 bestehenden Gebäudes des Elisabethinums – einer Kinderbetreuungseinrichtung.